# Фоторецептор

Слои сетчатки
RPE — пигментный эпителий сетчатки
OS — наружный сегмент фоторецепторов
IS — внутренний сегмент фоторецепторов
ONL — внешний ядерный слой
OPL — внешний сплетениевидный слой
INL — внутренний ядерный слой
IPL — внутренний сплетениевидный слой
GC — ганглионарный слой
BM — мембрана Бруха
P — пигментные эпителиоциты
R — палочки
C — колбочки
Стрелка и пунктирная линия — внешняя пограничная мембрана
H — горизонтальные клетки
Bi — биполярные клетки
M — Клетки Мюллера
A — амакриновые клетки
G — ганглионарные клетки
AX — аксоны

Фоторецепторы — светочувствительные сенсорные нейроны сетчатки глаза. Фоторецепторы содержатся во внешнем зернистом слое сетчатки. Фоторецепторы отвечают гиперполяризацией (а не деполяризацией, как другие нейроны) в ответ на адекватный этим рецепторам сигнал — свет. Фоторецепторы размещаются в сетчатке очень плотно, в виде шестиугольников (гексагональная упаковка).

## Классификация фоторецепторов
К фоторецепторам в сетчатке глаза человека относятся 3 вида колбочек (каждый тип возбуждается светом определённой длины волны), которые отвечают за цветное зрение, и один вид палочек, который отвечает за сумеречное зрение. В сетчатке глаза человека насчитывается 110—125 млн палочек и 4—7 млн колбочек.
У глубоководной морской рыбы ''Maurolicus muelleri'' фоторецепторы дополнены «палочковидными колбочками» («палочкоколбочками», англ. rod-like cones), объединяющими свойства палочек и колбочек и предназначенные для острого зрения при умеренном освещении.

## Сравнение палочек и колбочек

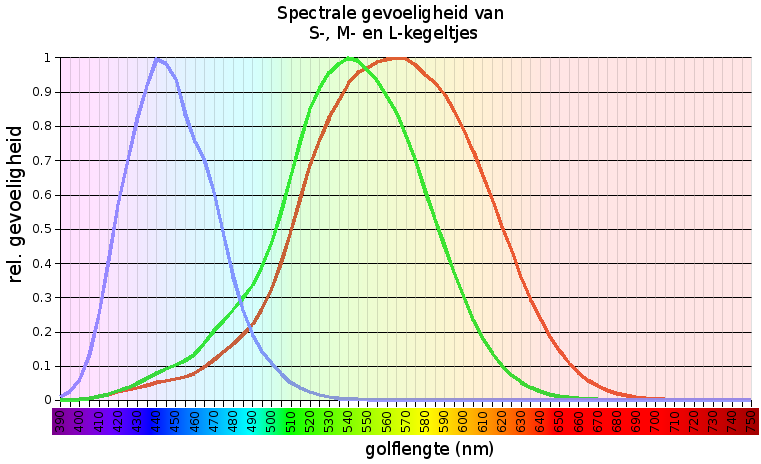
Чувствительность трёх типов цветовых рецепторов человека

Таблица, иллюстрирующая различия между палочками и колбочками (по книге Эрика Канделя «Принципы науки о нейронах»)
| Палочки                                                            | Колбочки                                                                           |
| ------------------------------------------------------------------ | ---------------------------------------------------------------------------------- |
| Используются для ночного зрения (в условиях слабой освещенности)   | Используются для дневного зрения (в условиях высокой освещенности)                 |
| Высокочувствительны; воспринимают и рассеянный свет                | Не очень чувствительны к свету; реагируют только на прямой свет                    |
| Повреждение вызывает никталопию (гемералопию)                      | Повреждение вызывает слепоту, дневную слепоту, ахроматопсию                        |
| Низкая острота зрения                                              | Высокая острота зрения; лучшее пространственное разрешение                         |
| Нет в центральной ямке                                             | Сосредоточены в центральной ямке                                                   |
| Замедленная реакция на свет                                        | Быстрая реакция на свет, могут воспринимать более быстрые изменения у раздражителя |
| Имеют больше пигмента, чем колбочки                                | Имеют меньше пигмента                                                              |
| Мембранные диски не привязаны непосредственно к клеточной мембране | Мембранные диски крепятся к наружной мембране                                      |
| В 20 раз больше, чем колбочек, по количеству.                      |                                                                                    |
| Один тип фоточувствительного пигмента                              | Три типа фоточувствительных пигментов у человека                                   |
| Ср. Ахроматическое зрение                                          | Ср. Цветное зрение                                                                 |

## Связи между фоторецепторами
У позвоночных животных существуют горизонтальные связи между однотипными фоторецепторами (например, между колбочками с одинаковой чувствительностью), а в некоторых случаях — и между рецепторами разного типа.
В сетчатке приматов связей между палочками не обнаружено.
Несмотря на это, фоторецепторы на их освещение отвечают как, будто между ними есть связи.
При освещении одного рецептора происходит его гиперполяризация.
Если бы не было связей между фоторецепторами, то такое воздействие давало бы единственный отреагировавший фоторецептор сетчатки человека.
Однако, опыты показывают, что соседние рецепторы тоже гиперполяризируются.
Вероятное объяснение этого парадокса состоит в том, что колбочки центральной ямки расположены очень плотно, и изменение мембранного потенциала одного фоторецептора перетекает на соседние.